# Gens Quintilia
La gens Quintilia (en latín, gens Quinctilia o Quintilia) fue un conjunto de familias de origen patricio de la Antigua Roma que compartían el nomen Quintilio, atestiguadas en el periodo más temprano de la historia romana y continuando hasta tiempo imperial. A pesar de su gran antigüedad, la gens nunca logró mucha importancia histórica. El único miembro que obtuvo el consulado bajo la República fue Sexto Quintilio Varo en 453 a. C. La gens produjo numerosos pretores y otros magistrados, pero no obtuvo el consulado de nuevo en más de cuatrocientos años.

## Origen de lagens
El nomen Quintilio es un patronímico, basado en el praenomen Quinto, que significa quinto. Quinctilius es la ortografía correcta, pero Quintilius es también bastante común. La gens Quincia deriva del mismo praenomen. No era inusual para muchos nomina derivar de una fuente común; el nombre sabino Pompo es el equivalente osco de Quinto, y dio lugar a las gentes Pompilia y Pomponia.
Según la leyenda, los Quintilios precedieron a la fundación de Roma. Cuando los hermanos Rómulo y Remo habían restaurado a su abuelo, Numitor, al trono de Alba Longa, se propusieron establecer una nueva ciudad en los cerros que dominan el Tíber.  Ofrecieron sacrificios en la cueva del Lupercal en la base del Monte Palatino, de cuyo rito se originó el festival religioso de las Lupercales. Los seguidores de Rómulo se llamaron Quintilios o Quintilianos, mientras que los de Remo fueron los Fabios o Fabianos.
En tiempo histórico, los dos colegios de sacerdotes, conocidos como lupercos, que llevaban a cabo los rituales sagrados de las Lupercalia, eran conocidos por estos nombres, sugiriendo que en tiempo anterior, las gentes Quintilia y Fabia supervisaban estos ritos como sacro gentilicum. Otro ejemplo de tales responsabilidades afectaba a los Pinarios y los Poticios, quienes mantuvieron la adoración de Hércules. Tales ritos sagrados fueron gradualmente transferidos al estado, o abiertos al populus romano; una leyenda bien conocida atribuyó la destrucción de los Poticios al abandono de su oficio religioso. En tiempo posterior, el privilegio de las Lupercalia había dejado de limitarse a los Fabios y los Quintilios.

## Praenominautilizados por lagens
Los nombres principales utilizados por los Quintilios eran Publio y Sexto. Unos cuantos Quintilios llevaron los praenomina Lucio, Marco, y Tito. A pesar de que el nombre tiene que haber sido utilizado por alguno de sus antepasados, ninguno de los Quintilios conocidos en la historia se llamó Quinto.

## Ramas y cognomina de lagens
El único cognomen de familia de los Quintilios bajo la República es Varo, un cognomen común que significaba doblado, torcido, o patizambo. Otros cognomina se han encontrado en tiempo imperial.